# Eupteryx atropunctata
Eupteryx atropunctata, auch als Bunte Kartoffel-Blattzikade bekannt, ist eine Zikade der Unterfamilie der Blattzikaden (Typhlocybinae) innerhalb der Unterordnung der Rundkopfzikaden (Cicadomorpha). Der Namenszusatz atropunctata leitet sich aus dem Lateinischen ab (ater = schwarz, punctatus = „punktiert“).

## Merkmale
Die Zikaden besitzen eine Länge von etwa 3,5 mm. Sie besitzen eine gelbe Grundfärbung mit einem schwarzen Fleckenmuster. Das Gelb besitzt einen leichten Grünstich. Auf dem Scheitel befinden sich zwei größere schwarze Flecke. Auf dem Pronotum befinden sich im vorderen Bereich nahe dem Seitenrand zwei größere schwarze lappenförmige Flecke. Außerdem befindet sich am Vorderrand des Pronotums meist mittig ein kleinerer schwarzer Fleck. Das Schildchen besitzt im basalen Bereich zwei schwarze Flecke, die durch einen schmalen gelben Streifen voneinander getrennt sind. Auf den gelblichen Vorderflügeln befinden sich mehrere dunkle und schwarze Flecke.

## Verbreitung
Die paläarktische Art ist in Europa weit verbreitet. Ihr Verbreitungsgebiet reicht bis nach Nordafrika und in den Nahen Osten. In Nordamerika wurde die Art eingeschleppt. 1979 wurde sie in Connecticut gemeldet. Eupteryx atropunctata hat sich mittlerweile im Nordosten der USA und im angrenzenden Teil Kanadas etabliert.

## Lebensweise
Die Imagines beobachtet man von Mai bis Oktober. Man findet sie an verschiedenen krautigen Pflanzen, häufig an Malvengewächsen, an Kartoffeln und an Echtem Salbei.

## Ähnliche Arten
- Gold-Blattzikade (Eupteryx aurata) – etwas größere Art, das Gelb besitzt eine leichte Orangetönung, die schwarzen und dunklen Flecke auf den Vorderflügeln sind ausgeprägter.[1]

## Taxonomie
In der Literatur finden sich folgende Synonyme:
- Cicada atropunctata Goeze, 1778
- Empoasca atropunctata (Goeze, 1778)